# Carla Juri
Carla Juri (nascido em 2 de janeiro de 1985) é uma atriz suíça. Seus créditos de atuação incluem 180°, Wetlands, Finsterworld e Blade Runner 2049. 

## Filmografia

### Cinema
| Ano  | Filme                                       | Personagem             | Notas                                           |
| ---- | ------------------------------------------- | ---------------------- | ----------------------------------------------- |
| 2006 | Midday Room                                 | Noiva                  | filme curto                                     |
| 2008 | The Space You Leave                         | Lea                    | filme curto                                     |
| 2010 | 180° – Wenn deine Welt plötzlich Kopf steht | Esther Grüter          |                                                 |
| 2010 | Bold Heroes                                 | Michis Cousine         |                                                 |
| 2012 | Jump                                        | Jane                   |                                                 |
| 2012 | Someone Like Me                             | Annemarie Geiser       | título original Eine wen iig, dr Dällebach Kari |
| 2012 | Questo è mio                                | Maestra                | filme curto                                     |
| 2013 | Finsterworld                                | Natalie                |                                                 |
| 2013 | Wetlands                                    | Helen Memel            | título original Feuchtgebiete                   |
| 2013 | Lovely Louise                               | Junge Louise           |                                                 |
| 2014 | Fossil                                      | Julie                  |                                                 |
| 2014 | Spooky & Linda                              | Linda                  | filme curto                                     |
| 2016 | Morris from America                         | Inka                   |                                                 |
| 2016 | Paula                                       | Paula Modersohn-Becker |                                                 |
| 2016 | Brimstone                                   | Elizabeth Brundy       |                                                 |
| 2017 | Blade Runner 2049                           | Dr. Ana Stelline       |                                                 |

### Televisão
| Ano  | Filme              | Personagem      | Notas                           |
| ---- | ------------------ | --------------- | ------------------------------- |
| 2010 | Married to a Cop   | Ilaria Cantilli | Episódio: "Una figlia"          |
| 2011 | Un passo dal cielo | Nina            | Episódio: "Salvato dalle acque" |
| 2012 | Der Kriminalist    | Marie           | Episódio: "Des Königs Schwert"  |